# 칼뱅주의의 역사

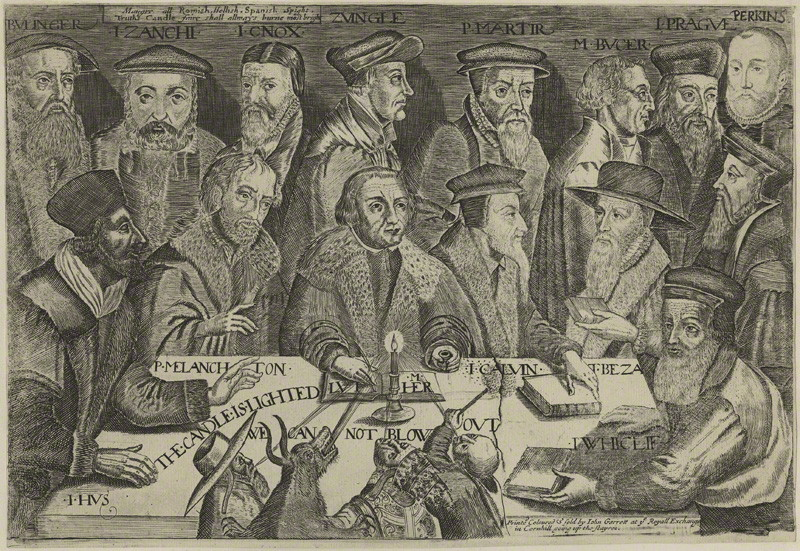
이 17 세기 그림은 종교개혁자들인 베자, 마르틴 부서, 하인리히 불링어, 장 칼뱅, 존 녹스, 퍼킨스, 버르미그리, 잔스키, 외코람파디우스, 쯔빙글리가 복음을 대표하는 촛불을 가진 루터주변에 모여있다. 교황, 추기경, 수도사, 그리고 마귀는 그 촛불을 끄려고 한다

칼뱅주의의 역사(History of Calvinism)는 장 칼뱅의 사상의 중심이 되는 기독교 운동이다. 종교 개혁가 마르틴 루터의 뿌리로부터 시작하여  쯔빙글리가 1519년 취리히에서 개혁주의 교리의 첫번째 형식을 설교하기 시작한 스위스 종교개혁의 협력속에서 기원하였다. 울리히 츠빙글리와 존 외콜람파디우스가 마르틴 루터의 성만찬 교리에서 그리스도의 실재적 임재에 관하여 논쟁에 힙쓸려 가서, 루터파와 개혁파 사이에 분열이 발생했다. 몇몇 신학자들은 쯔빙글리를 계승하였는데, 그 중에 가장 잘 알려진 인물이 바로 제네바에 있는 장 칼뱅이며, 존 외코람파디이우스, 하인리히 불링어, 피터 마르타르  버미글리, 그리고 볼프강 카피토와 같은 종교 개혁가들이  종교 개혁가들의 신학을 발전시키는데 있어서 영향력이 많았다. 개혁신앙은 여러 국가들에서 다양한 특성을 가지고 16세기에 유럽 곳곳으로 확장되었다. 칼빈주의는 프랑스에서 개신교의 지배적인 형태였다. 투쟁의 기간 후에 칼뱅주의자들은 공식적으로 용납되었습니다. 존 녹스의 지도력하에 스코틀랜드 교회는 개혁되었고, 스코틀랜드에서 국가교회가 되었다. 네덜란드에서는 칼빈주의가 공식적인 국가 교회가 되었습니다. 종교개혁 동안은 칼뱅주의는 벨기에의 중요한 개신교 신앙 이었으나, 반종교개혁(Counter-Reformation)에 의해서 약화되었다. 독일은 16세기에 주로 루터교에 머물러 있었지만, 개혁된 예배는 팔라티네트 선제후, 브란덴부르크(Brandenburg) 선제후와 마그레이브(Margraviate) 선제후 그리고 다른 독일 영주들에 의해 간헐적으로 발전되었다. 개혁주의 사상은 동유럽 개신교, 특히 헝가리와 루마니아에도 영향을 미쳤다. 영국의 종교개혁은 종교 개혁가들에 의해서 영향을 받았으며 16세기에 남아 있었다.

## 같이 보기

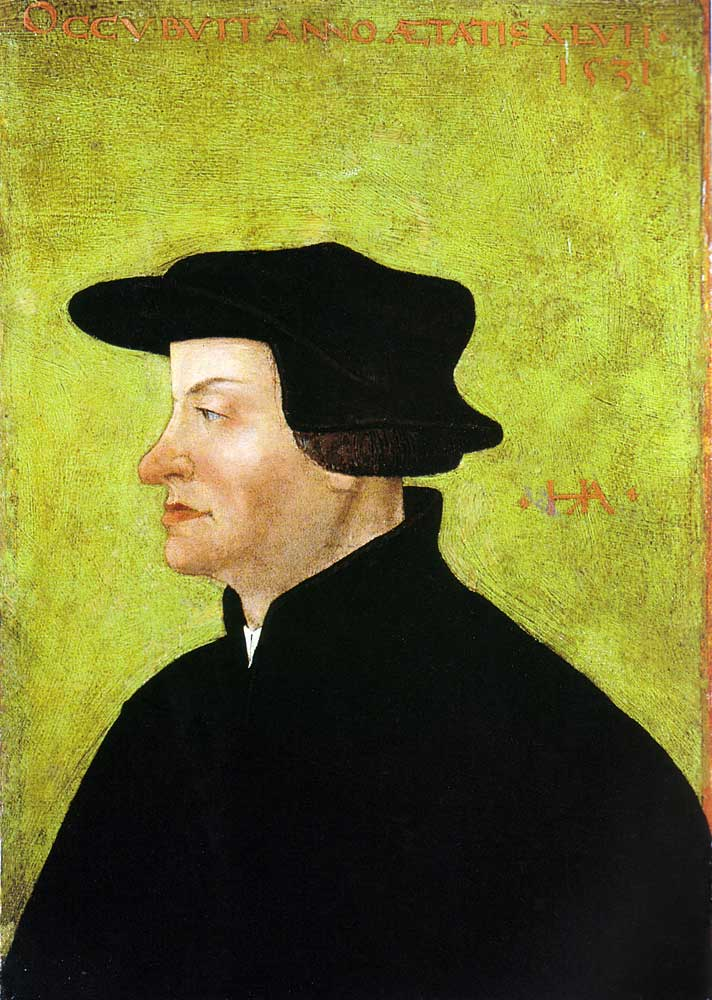
쯔빙글리 한스 아스퍼 작품 1531년(빈터투어 미술관)

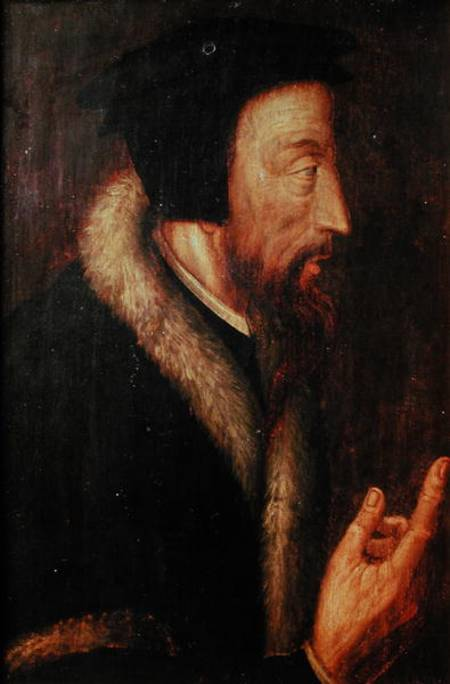
존 칼빈의 초상화 작가 미상(제네바 도서관)

- 종교 개혁
- 종교 개혁가
- 종교 개혁가들의 신학
- 장 칼뱅
- 울리히 츠빙글리
- 울리히 츠빙글리의 신학
- 마르틴 루터
- 마르틴 루터의 신학

## 참고 문헌
- Benedict, Philip (2002). 《Christ's Churches Purely Reformed》. New Haven: Yale University Press. ISBN 978-0300105070.
- Muller, Richard A. (2004). 〈John Calvin and later Calvinism〉.   Bagchi, David; Steinmetz, David C. 《The Cambridge Companion to Reformation Theology》. New York: Cambridge University Press. ISBN 978-0521776622.
- Stephens, W. Peter (2004). 〈The theology of Zwingli〉.   Bagchi, David V. N.; Steinmetz, David Curtis. 《The Cambridge Companion to Reformation Theology》. Cambridge: Cambridge University Press. ISBN 0-521-77662-7.
- McNeill, John T. (1967). 《The History and Character of Calvinism》. Oxford: Oxford University Press - Questia 경유 (구독 필요). ISBN 978-0195007435. 2013년 1월 25일에 확인함.